# Pół życia na żywo
Pół Życia Na Żywo – koncertowo-studyjny album rapera Tedego. Jest to album koncertowo-studyjny, który został nagrany podczas koncertu w warszawskim klubie Stodoła 4 grudnia 2016 roku, oraz dodatkowo nagrano studyjną wersję tego koncertu. W sprzedaży dostępne są 2 wersje wydawnictwa: W wersji standard płyta CD, zawierająca studyjną wersję koncertu w wersji audio, natomiast w wersji deluxe jest to box: płyta CD, zawierająca studyjną wersję koncertu w wersji audio + płyta DVD, na której znalazł się przebieg koncertu w wersji wideo. Dodatkowo od 09.02.2018 cały koncert w wersji wideo w rozdzielczości 720p jest dostępny jako streaming w serwisie Tidal.
Na albumie znajdują się utwory z całej dyskografii rapera. Na płycie gościnnie wystąpili m.in. Abel, Grzegorz Skawiński oraz Patricia Kazadi. Album promowany był teledyskami do utworów „Feat.” oraz „Glokk”.
Koncert miał miejsce 4 grudnia 2016 roku w Warszawski klubie Stodoła za wsparciem 24 osobowego zespołu, wydarzenie to nazwano „Pół Życia na żywo”. Tede zagrał tam utwory z całej swojej 20 letniej dyskografii na żywych instrumentach. Artysta oświadczył, że wydarzenie zostanie nagrane oraz wypuszczone do sklepów na DVD i CD jako album koncertowy. Oświadczył również, że materiał DVD zostanie również wyświetlony w kinach w Polsce. 20 kwietnia 2017 roku do kin trafia film, który jest nagraniem koncertu Pół życia na żywo.

## Lista utworów
Opracowano na podstawie źródła.
CD Wersja Studyjna:
1. „Intro” – 0:42
2. „Wyłącz mikrofon” – 1:19
3. „Ten bit jak Moob Deep” – 1:11
4. „Feat.” (gościnnie: Agata Sieradzka) – 3:03
5. „Wielkie Joł” – 3:33
6. „Pozytywizm” – 3:33
7. „Wunderbaum” – 2:31
8. „Keptn’ Jack” – 3:05
9. „Keptn'” (gościnnie: Agi Figurska) – 2:52
10. „#hot16challenge” – 2:07
11. „Forever Ja” (gościnnie: Grzegorz Skawiński) – 3:16
12. „Szpanpan” – 2:53
13. „Wyje wyje bane” – 4:17
14. „Zeszyt rymów” – 3:13
15. „Wyścig szczurów” – 3:39
16. „Brodaggacio” – 3:55
17. „Klasyczny blessing'” (gościnnie: Patricia Kazadi) – 4:20
18. „Jupiter” – 2:37
19. „Było warto” (gościnnie: Sylvia Grzeszna) – 2:50
20. „Drin za drinem” – 3:22
21. „Ostatnia noc” – 4:32
22. „Amerikan Paj Party” – 3:26
23. „Michael Kors” (gościnnie: Wiktor „Abel” Zapała) – 3:45

DVD Koncert Pół Życia Na Żywo Live Stodoła:
1. Intro
2. Wyłącz mikrofon
3. Ten bit jak Mobb Deep
4. Feat. (Feat. Setka)
5. Pażałsta
6. Wielkie Joł
7. Pozytywizm
8. Wunderbaum
9. Keptn’ Jack
10. Keptn’ (Feat. Sylvia Grzeszna)
11. CMRT
12. #Hot16Challenge
13. Bez ograniczeń (Feat. Kombii)
14. Forever Ja (Feat. Grzegorz Skawiński)
15. Air max classic
16. Szpanpan
17. Wyje wyje bane
18. Zeszyt rymów
19. Nie banglasz
20. Wyścig szczurów
21. Brodaggacio
22. Klasyczny blessing (Feat. Patricia Kazadi)
23. Jupiter
24. Było warto (Feat. Sylvia Grzeszna)
25. Drin za drinem
26. Internet medley
27. Glokk
28. Ostatnia noc
29. Amerikan paj party (Feat. Arek Kopera)
30. Napisy Końcowe
31. Credits